# Полсбрук
Полсбрук (нід. Polsbroek) — село в нідерландській провінції Утрехт. Входить до муніципалітету Лопік.
До 1989 року мало статус окремого муніципалітету.

## Галерея

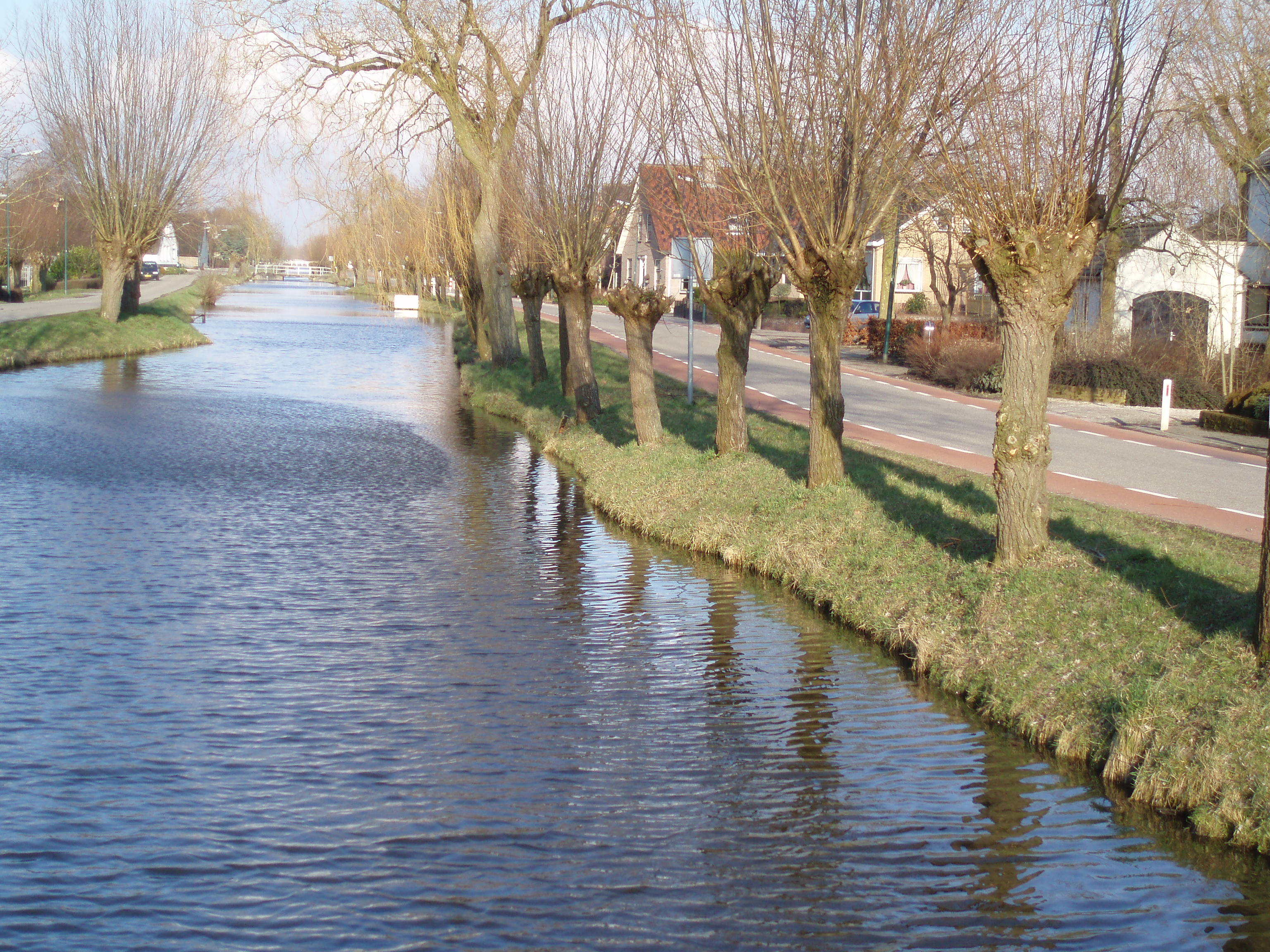
Водойма у селі